# Den sidste nadver (Leonardo)
Den Sidste Nadver er et vægmaleri af Leonardo da Vinci for hertug Ludovico Sforza, kaldet "Il Moro".
Maleriet fremstiller Den Sidste Nadver som beskrevet i Bibelen.
Maleriet på 460 x 880 cm findes i klosteret Santa Maria delle Grazie i Milano. Leonardo da Vinci indledte arbejdet i 1495 og afsluttede det i 1498. Leonardo brugte lang tid på at finde de rette modeller til apostlene. Abbeden blev utålmodig og klagede til Ludovico Sforza. Leonardo svarede, at han kunne gøre maleriet færdigt hurtigere, hvis abbeden ville sidde model til Judas.
Den Sidste Nadver blev malet på en tør væg (al secco) i stedet for på våd kalk, så det er ikke en fresko. På grund af maleteknikken har værket ikke modstået tidens tand, og allerede 20 år efter færdiggørelsen viste det tegn på nedbrydning. Det har siden det 16. århundrede gennemgået flere restaureringer, den seneste tog 22 år. Den 28. maj 1999 kunne værket atter ses.
Maleriet skildrer det øjeblik, hvor Jesus forkynder, at en af hans tolv disciple vil forråde ham. En detalje ved maleriet er, at apostelen til højre for Jesus, traditionelt apostlen Johannes, har feminine træk. En teori, der først publiceredes i The Templar Revelation, hævder, at denne skikkelse i virkeligheden er Maria Magdalene (se udsnitsforstørrelsen). Teorien optræder som et centralt element i Dan Browns roman Da Vinci Mysteriet, hvor den bruges til at underbygge den påstand, at Leonardo da Vinci var overhoved for den hemmelige orden Sions Priorat. Kunsthistorikere insisterer på, at skikkelsen forestiller apostlen Johannes, der gerne i samtiden skildredes med drengede eller feminine træk, men det er i det hele taget karakteristisk for mange af Leonardos malerier, at figurerne er meget kønsneutrale.
Mellem de to apostle til højre for Johannes (til venstre for betragteren), ses en kniv holdt af en tilsyneladende herreløs hånd. Armen kan være et symbol på Judas' forræderi.
Den sidste nadver blev i 1980 optaget på UNESCO's liste over verdenskulturarv.